# Sophronica flavoides
Sophronica flavoides là một loài bọ cánh cứng trong họ Cerambycidae.